# (1464) Armisticia
(1464) Armisticia es un asteroide perteneciente al cinturón de asteroides descubierto el 11 de noviembre de 1939 por Georges Achille van Biesbroeck desde el Observatorio Yerkes de Williams Bay, Estados Unidos.

## Designación y nombre
Armisticia se designó inicialmente como 1939 VO.
Más tarde fue nombrado así para conmemorar el vigesimoprimer aniversario del fin de la Primera Guerra Mundial.

## Características orbitales
Armisticia orbita a una distancia media del Sol de 3,003 ua, pudiendo acercarse hasta 2,862 ua y alejarse hasta 3,145 ua. Tiene una inclinación orbital de 11,57° y una excentricidad de 0,04711. Emplea 1901 días en completar una órbita alrededor del Sol.